# Mendozellus lineiceps
Mendozellus lineiceps är en insektsart som beskrevs av Henry Fairfield Osborn 1923. Mendozellus lineiceps ingår i släktet Mendozellus och familjen dvärgstritar. Inga underarter finns listade i Catalogue of Life.